# Puy-Saint-Gulmier
Puy-Saint-Gulmier é uma comuna francesa na região administrativa de Auvérnia-Ródano-Alpes, no departamento Puy-de-Dôme. Estende-se por uma área de 20,3 km². Em 2010 a comuna tinha 159 habitantes (densidade: 7,8 hab./km²).